# Campeonato Mundial Júnior de Patinação Artística no Gelo de 1990
O Campeonato Mundial Júnior de Patinação Artística no Gelo de 1990 foi a décima quinta edição do Campeonato Mundial Júnior de Patinação Artística no Gelo, um evento anual de patinação artística no gelo organizado pela União Internacional de Patinação (em inglês:  International Skating Union) onde os patinadores artísticos competem pelo título de campeão mundial júnior. A competição foi disputada entre os dias 28 de novembro e 3 de dezembro de 1989, na cidade de Colorado Springs, Colorado, Estados Unidos.

## Eventos
- Individual masculino
- Individual feminino
- Duplas
- Dança no gelo

## Medalhistas
| Evento                        | Ouro                                                        | Prata                                                    | Bronze                                               |
| Individual masculino detalhes | Igor Pashkevich · União Soviética                           | Alexei Urmanov · União Soviética                         | John Baldwin Jr. · Estados Unidos                    |
| Individual feminino detalhes  | Yuka Sato · Japão                                           | Surya Bonaly · França                                    | Tanja Krienke · Alemanha Oriental                    |
| Duplas detalhes               | Natalia Krestianinova · Alexei Torchinski · União Soviética | Svetlana Pristav · Vladislav Tkachenko · União Soviética | Jennifer Heurlin · John Frederiksen · Estados Unidos |
| Dança no gelo detalhes        | Marina Anissina · Ilia Averbukh · União Soviética           | Elena Kustarova · Sergei Romashkin · União Soviética     | Marie-France Dubreuil · Bruno Yvars · Canadá         |

## Resultados

### Individual masculino
| Pos.              | Nome             | Nacionalidade   |
| ----------------- | ---------------- | --------------- |
| Medalha de ouro   | Igor Pashkevich  | União Soviética |
| Medalha de prata  | Alexei Urmanov   | União Soviética |
| Medalha de bronze | John Baldwin Jr. | Estados Unidos  |
| ...               |                  |                 |
| 8                 | Elvis Stojko     | Canadá          |
| ...               |                  |                 |
| 14                | Stacy Paul Healy | Canadá          |
| ...               |                  |                 |

### Individual feminino
| Pos.              | Nome           | Nacionalidade     |
| ----------------- | -------------- | ----------------- |
| Medalha de ouro   | Yuka Sato      | Japão             |
| Medalha de prata  | Surya Bonaly   | França            |
| Medalha de bronze | Tanja Krienke  | Alemanha Oriental |
| ...               |                |                   |
| 12                | Jacquie Taylor | Canadá            |
| ...               |                |                   |
| 15                | Stacey Ball    | Canadá            |
| ...               |                |                   |

### Duplas
| Pos.              | Nome                                      | Nacionalidade   |
| ----------------- | ----------------------------------------- | --------------- |
| Medalha de ouro   | Natalia Krestianinova / Alexei Torchinski | União Soviética |
| Medalha de prata  | Svetlana Pristav / Vladislav Tkachenko    | União Soviética |
| Medalha de bronze | Jennifer Huerlin / John Fredericksen      | Estados Unidos  |
| 4                 |                                           |                 |
| 5                 | Sherry Ball / Sean Rice                   | Canadá          |
| ...               |                                           |                 |

### Dança no gelo
| Pos.              | Nome                                | Nacionalidade   |
| ----------------- | ----------------------------------- | --------------- |
| Medalha de ouro   | Marina Anissina / Ilia Averbukh     | União Soviética |
| Medalha de prata  | Elena Kustarova / Sergei Romashkin  | União Soviética |
| Medalha de bronze | Marie-France Dubreuil / Bruno Yvars | Canadá          |
| 4                 |                                     |                 |
| 5                 | Martine Patenaude / Eric Massé      | Canadá          |
| ...               |                                     |                 |

## Quadro de medalhas
| Ordem | País              | Medalha de ouro | Medalha de prata | Medalha de bronze |    | Ordem por total |
| ----- | ----------------- | --------------- | ---------------- | ----------------- | -- | --------------- |
| 1     | União Soviética   | 3               | 3                |                   | 6  | 1               |
| 2     | Japão             | 1               |                  |                   | 1  | 3               |
| 3     | França            |                 | 1                |                   | 1  | 3               |
| 4     | Estados Unidos    |                 |                  | 2                 | 2  | 2               |
| 5     | Alemanha Oriental |                 |                  | 1                 | 1  | 3               |
| 5     | Canadá            |                 |                  | 1                 | 1  | 3               |
| TOTAL | TOTAL             | 4               | 4                | 4                 | 12 | —               |